# Bandeiras (Madalena)
Bandeiras ist eine portugiesische Gemeinde (Freguesia) im Kreis (Concelho) von Madalena, auf der Azoren-Insel Pico. In der Gemeinde leben 710 Einwohner (Stand 19. April 2021).
Der Flughafen Pico liegt im Gemeindegebiet.

## Verwaltung
Bandeiras ist Sitz einer gleichnamigen Gemeinde (Freguesia). Folgende Ortschaften liegen in der Gemeinde:
- Arcos do Cachorro (Cachorro)
- Bandeiras
- Cais do Mourato
- Cabeço Chão
- Farrobo
- Laje
- Lajinhas
- Mourato